# Rezerwat archeologiczny kultury łużyckiej w Częstochowie
Rezerwat archeologiczny kultury łużyckiej w Częstochowie – obiekt wystawienniczy Muzeum Częstochowskiego.

## Historia
Pierwsze fragmenty kości i ozdób znajdowano na tym terenie jeszcze przed I wojną światową, trafiały one wówczas na posterunek policji. Kolejne szczątki odnaleziono w latach 1927 i 1952, ale nie zachowały się one do czasów współczesnych. Do 1959 roku pobliska Szkoła Podstawowa nr 20 przechowała kilka naczyń, pochodzących z przypadkowych odkryć. Samo cmentarzysko odkryto w styczniu 1955 roku w związku z pracami budowlano-ziemnymi, prowadzonymi przy budowie trasy tramwajowej i wiaduktu przy Alei Pokoju w dzielnicy Raków. Początkowe znaleziska uległy zniszczeniu, dopiero latem tego samego roku przeprowadzono prace wykopaliskowe o charakterze ratowniczym i zabezpieczono 11 grobów. Z powodów finansowych dalsze badania cmentarzyska podjęto dopiero w 1960 roku i od razu na większym obszarze, co pozwoliło odkryć 69 grobowców. W tym też roku zapadła decyzja o budowie rezerwatu archeologicznego o powierzchni jednego ara, szybko powstał także Społeczny Komitet Budowy Rezerwatu, a pierwsze materiały budowlane trafiły na miejsce budowy jesienią 1960 roku. Autorem pawilonu kryjącego cmentarzysko został częstochowski architekt Włodzimierz Ściegienny, jednak jego projekt w realizacji okrojono z powodów finansowych. Rezerwat został oddany do użytku 9 czerwca 1965 roku, objął jedynie część z 80 odkrytych wcześniej grobów, pozostałe umieszczono w gablotach otaczających wykop. Do dziś rezerwat stanowi jedyne na świecie stanowisko archeologiczne kultury łużyckiej, które zachowano w miejscu, w których je odkryto.
Jest to trwale zakonserwowane cmentarzysko grupy śląsko-małopolskiej okresu halsztackiego kultury łużyckiej z wczesnej epoki żelaza (750–550 lat p.n.e.) o powierzchni blisko 100 m², z charakterystycznym rzędowym układem grobów, zarówno ciałopalnych (25), jak i szkieletowych (44), które przykrywano kawałkami wapienia i granitu. W grobach szkieletowych zmarłych chowano w postaci wyprostowanej, z głowami skierowanymi na południe. Nekropolia znajdowała się pierwotnie na wydmie obok nieistniejącego dzisiaj strumienia. Jej rozmiary trudne są do ustalenia z uwagi na częściowe zniszczenie podczas budowy ulicy (większa jej część znalazła się pod nasypem wiaduktu). 
Ta atrakcja turystyczna, powstała dzięki ówczesnemu dyrektorowi Muzeum Częstochowskiego i archeologowi Włodzimierzowi Błaszczykowi. Z badań, które przeprowadzono, wiadomo, na jakie choroby cierpieli mieszkańcy tych ziem, jakich metod leczniczych używali (odkryto m.in. ślady udanej trepanacji czaszki), jakie były ich zwyczaje oraz codzienne zajęcia. Przy zmarłych składano żywność, garnki, ozdoby, narzędzia i broń. W grobach znaleziono m.in. zabawki (trzy grzechotki w kształcie ptaszków) oraz biżuterię (dwie bransolety, najprawdopodobniej z żelaza meteorytowego o bardzo dużej zawartości niklu) sprzed 2,5 tysiąca lat.
W latach 2001–2002 budynek został gruntownie wyremontowany, w trakcie prac odkryto kolejnych pięć grobów. Od 2003 trwała konserwacja zabytków i materiałów kostnych znajdujących się w rezerwacie. Prowadzili ją pracownicy Państwowego Muzeum Archeologicznego w Warszawie. Prace zostały zakończone w 2004 roku. W tym samym roku rezerwat ponownie udostępniono zwiedzającym.